# Innere Mongolei
Die Innere Mongolei (chinesisch 內蒙古 / 內蒙古, Pinyin Nèi Měnggǔ, kurz 內蒙 / 內蒙,  Nèiměng; mongolisch ᠥᠪᠦᠷ ᠮᠣᠩᠭᠣᠯ, Obur Mônggôl), amtlich Autonome Region Innere Mongolei (內蒙古自治區 / 內蒙古自治区,  Nèi Měnggǔ Zìzhìqū; mongolisch ᠥᠪᠦᠷ ᠮᠣᠩᠭᠣᠯ ᠤᠨ ᠥᠪᠡᠷᠲᠡᠭᠡᠨ ᠵᠠᠰᠠᠬᠤ ᠣᠷᠤᠨ, Öbur Mônggôl-ûn obertegen jasahû ôrûn; kyrill-mongolisch Өвөр Монголын Өөртөө Засах Орон), ist eine Autonome Region in der Volksrepublik China.

## Bezeichnung
Die Bezeichnung „Innere“ Mongolei ist vom mandschurischen „dorgi (innen) / tulergi (außen)“ abgeleitet und stand während der Qing-Dynastie für sechs Fürstentümer im Südosten des mongolisch besiedelten Raumes, die der chinesischen Hauptstadt Peking am nächsten lagen. Sie entspricht somit einer sinozentrischen Sichtweise.
Der Gegenbegriff ist Äußere Mongolei. Er stand insbesondere während der Qing-Dynastie und der Republikzeit (1912–1949) für den größten Teil des Gebiets der heutigen Mongolei. Mongolen nennen die beiden Gebiete öbör, also „vordere“ (= „südliche“ statt „innere“) und aru, also „hintere“ (= „nördliche“ statt „äußere“) Mongolei. Befürworter einer größeren Autonomie oder gar Unabhängigkeit der Inneren Mongolei von China bevorzugen deshalb den Begriff Südmongolei.

## Geographie

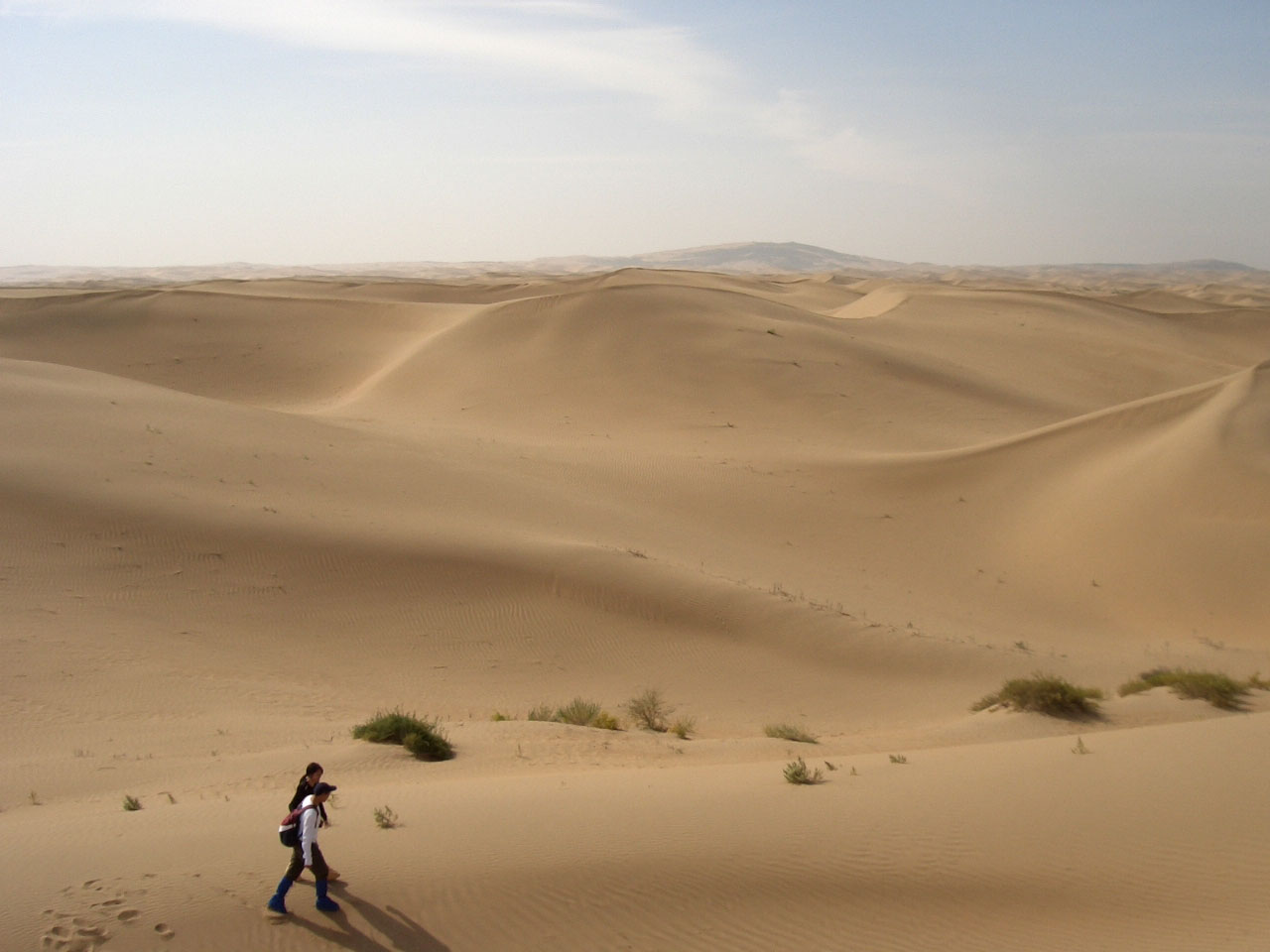
Wüste in der Inneren Mongolei

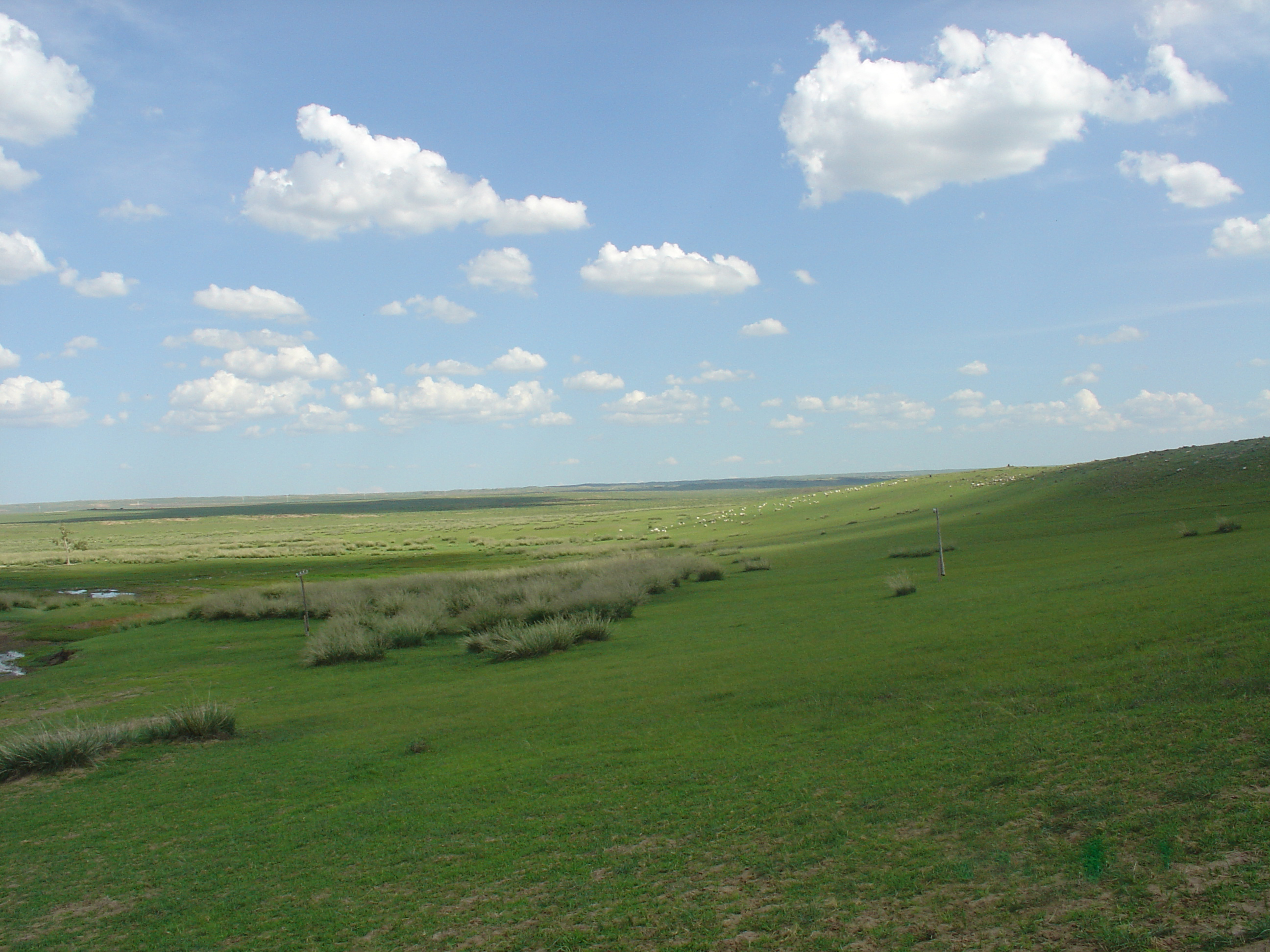
Grassteppe in der Inneren Mongolei

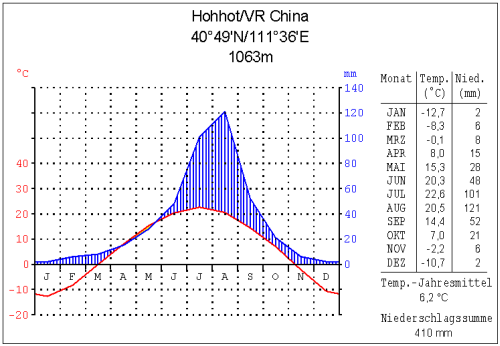
Klimadiagramm von Hohhot

Die Innere Mongolei umfasst ein Territorium von 1,183 Millionen Quadratkilometern – etwa ein Achtel der Gesamtfläche Chinas – und ist damit die zweitgrößte Verwaltungseinheit Chinas. Sie grenzt im Norden über eine Länge von 4200 Kilometern an Russland und die Mongolei. Im Süden grenzt sie – von Westen nach Osten – an die chinesischen Provinzen Gansu, Ningxia, Shaanxi, Shanxi, Hebei, Liaoning, Jilin und Heilongjiang. Die West-Ost-Ausdehnung beträgt etwa 2400 und die Nord-Süd-Ausdehnung etwa 1700 Kilometer.
Der größte Teil des Territoriums der Inneren Mongolei befindet sich auf einer Hochebene über 1000 Meter über dem Meeresspiegel, die nach dem Hochland von Tibet die zweithöchste Hochebene Chinas ist. Im Nordosten findet sich das waldreiche Große Hinggan-Gebirge, das eine Höhe von 1000 bis 2000 Meter erreicht. Weiter westlich schließt sich das in etwa 1000 Meter Höhe gelegene Hulun-Buir-Plateau an, das ausgedehnte Grassteppen aufweist. Südöstlich des Großen Hinggan-Gebirges liegt die Songliao-Ebene, die einen Übergang zur Nordchinesischen Ebene bildet. Zwischen Yin-Gebirge (Yinshan) und dem Gelben Fluss liegt die von mehreren Flüssen und zahlreichen Bewässerungskanälen durchzogene Hetao-Ebene, die als „Kornkammer längs der Großen Mauer“ gilt. Südlich des Gelben Flusses erstreckt sich in etwa 1200 Meter Höhe das von Salzseen übersäte Ordos-Plateau. Auf dem Plateau liegen die Hobq- und Mu-Us-Wüste.
Das Klima der Inneren Mongolei ist kontinental gemäßigt mit langen, teils sehr kalten Wintern, kurzen feuchtwarmen Sommern und starkem Wind bei schnell steigenden Temperaturen im Frühling. Die Jahresniederschläge bewegen sich zwischen 100 und 500 mm. Von Südosten nach Nordwesten nimmt die Regenmenge kontinuierlich ab; im Westen der Inneren Mongolei befinden sich Wüsten. Die jährliche Sonnenscheindauer liegt um 2700 Stunden. Das Große Hinggan-Gebirge und das Gebirge Yin Shan bilden eine natürliche Wetterscheide: östlich und nördlich dieser Bergketten sind sowohl Temperaturen als auch Niederschläge deutlich niedriger als westlich bzw. südlich davon.
Von der Wüstenbildung, durch die in China jährlich etwa 3500 km² Fläche zu Wüste werden, ist auch die Innere Mongolei stark betroffen. Sie hat ihre Ursache in der Umwandlung von Weideflächen in intensiv genutzte landwirtschaftliche Gebiete durch chinesische Zuwanderer, wodurch die Flächen übernutzt und zerstört werden. Die Hirten, die diese Flächen davor nachhaltig genutzt hatten, werden durch diese Zuwanderung in unwirtschaftlichere Regionen abgedrängt, wodurch diese überweidet werden.

## Geschichte

Flagge der Autonomen Regierung der Inneren Mongolei 1945–1949

Historisch gehört die Innere Mongolei nicht zum eigentlichen chinesischen Kernland, sondern gelangte zusammen mit der äußeren Mongolei erst während der Qing-Dynastie (1644–1911) dauerhaft unter die Kontrolle des Kaiserreiches China. Zuvor war das Gebiet allenfalls indirekt oder auch gar nicht durch die jeweiligen chinesischen Herrscherdynastien kontrolliert worden. Für China war das dünn besiedelte Gebiet wirtschaftlich weitgehend uninteressant, da landwirtschaftlich zu großen Teilen nicht nutzbar, aber militärstrategisch als Pufferzone vor den südlich der Chinesischen Mauer gelegenen chinesischen Kernprovinzen von großer Bedeutung. Unter der Qing-Herrschaft wurden die mongolischen Gebiete durch das Ministerium für Minoritäten-Angelegenheiten (Lifanyuan) verwaltet.Beleg fehlt Die Teilung der Mongolei begann schon am Beginn der Qing-Dynastie: nach dem Tode des letzten bedeutenden mongolischen Khan Ligdan Khan schrumpfte die Macht der Mongolen auf ihr Siedlungsgebiet in Zentralasien. Der Südosten des von Mongolen besiedelten Gebietes, der auch die am dichtesten besiedelte Region war, geriet unter mandschurischen Einfluss. Nach der Errichtung der Qing-Dynastie wurde der Südosten in sechs Fürstentümer mit einem beschränkten Grad an Autonomie unterteilt. Unter der Herrschaft der Qing-Kaiser wurde die Innere Mongolei fester in das chinesische Reich integriert, indem Chinesen in der Inneren Mongolei angesiedelt wurden und Straßen errichtet wurden. Nach dem Fall der Qing-Dynastie kam es zu einem Aufschwung des mongolischen Patriotismus, die Äußere Mongolei löste sich von China los. Die geistliche und politische Führung der Mongolen – am aktivsten das religiöse Oberhaupt Bogdo Gegen – trieb auch eine Loslösung der Inneren Mongolei voran, aber diese erwies sich als zu fest in China integriert. Folglich wurden 1913/14 auf dem Gebiet der Inneren Mongolei die chinesischen Provinzen Suiyuan, Chahar und Jehol eingerichtet. Im Zuge der Eroberung der Mandschurei durch die Japaner entstand 1931 der Marionettenstaat Mandschukuo, im Folgejahr wurde aus Chahar und Suiyuan die autonome Region Mengjiang mit der Hauptstadt Kalgan unter dem einheimischen mongolischen Fürsten Demchugdongrub geformt. Anders als von der geistlichen und politischen Führung der Mongolen erhofft, unterstützten die Japaner eine mögliche Loslösung der Inneren Mongolei von China nicht; sie instrumentalisierten die Mongolen lediglich mit dem Ziel, die junge Republik China zu schwächen.
Die Kapitulation Japans im Jahre 1945 führte in der Inneren Mongolei zu einem Machtvakuum, das sowjetische, mongolische und kommunistische Einheiten von der Mandschurei aus füllten. Obwohl die Mongolen der Inneren Mongolei größtenteils für einen vereinigten mongolischen Staat aus der damaligen Mongolischen Volksrepublik und der heutigen Inneren Mongolei waren, blieb die Innere Mongolei ein Teil Chinas, weil die Regierung der Mongolischen Volksrepublik angesichts der großen Han-chinesischen Minderheit auf eine Vereinigung verzichtete.
Den mongolischen Kommunisten gelang es, noch vor dem Sieg der Volksbefreiungsarmee im chinesischen Bürgerkrieg ein kommunistisches Regime zu etablieren. Noch vor Ausrufung der Volksrepublik China wurde am 1. Mai 1947 in Ulanhot die Innere Mongolei als autonome Region unter Ulanhu ausgerufen. Die chinesischen Kommunisten folgten im Wesentlichen dem sowjetischem Vorbild der Minderheitenpolitik. Anfangs umfasste die autonome Region Innere Mongolei nur den Ostteil des heutigen Autonomen Gebiets. Sie bestand zunächst aus Teilen von Chahar (ohne Kalgan) und der westlichen Mandschurei (ehemals Xing’an, Liaobei) mit der Hauptstadt Ulanhot. Mit Ausdehnung der kommunistischen Herrschaft auf ganz China wurden bis 1955 auch die von mongolischer Bevölkerung besiedelten Regionen von Suiyuan, Rehe, Chahar und Teile von Gansu und Ningxia in die autonome Region eingegliedert. Hohhot wurde 1952 Hauptstadt.
Die Integration der Inneren Mongolei in die Volksrepublik China war dadurch deutlich reibungsloser als die Integration Tibets oder Xinjiangs. Die Autonomie ist seit Gründung der Volksrepublik China vor allem symbolischer Natur: Die Macht liegt bei der Kommunistischen Partei, die Regierung des Autonomen Gebietes, an der die Mongolen beteiligt sind, ist der Partei nachgeordnet.
Während der Kulturrevolution wurden Teile der Inneren Mongolei anderen Provinzen zugeschlagen. Zahlreiche mongolische Parteifunktionäre wurden aus der Kommunistischen Partei entfernt, die Landwirtschaft wurde zwangskollektiviert. Diese Maßnahmen wurden nach Ende der Kulturrevolution ohne weitere Erklärungen größtenteils rückgängig gemacht.
Im Oktober 2020 forderte das chinesische Regime das Museum der Geschichte von Nantes ("Musée d´histoire de Nantes") in Frankreich auf, den Namen „Dschingis Khan“ und „Mongolei“ im Titel des Ausstellungsprojekts zur Geschichte von Dschingis Khan und dem mongolischen Reich nicht zu verwenden. Das Museum der Geschichte von Nantes engagierte das Ausstellungsprojekt in Zusammenarbeit mit dem Museum der Inneren Mongolei in Hohhot, China. Das Museum der Geschichte von Nantes stoppte das Ausstellungsprojekt zunächst. Die Ausstellung wurde anschließend in Zusammenarbeit mit dem "Chinggis Khaan National Museum" des unabhängigen Mongolischen Staates realisiert. Sie trug den Titel "Chinggis Khaan - How Mongols Changed the World" und war vom 14. Oktober 2023 bis zum 5. Mai 2024 in Nantes zu sehen. Anschließend wurde sie im "Chinggis Khaan National Museum" in Ulaanbaatar gezeigt.

## Administrative Gliederung

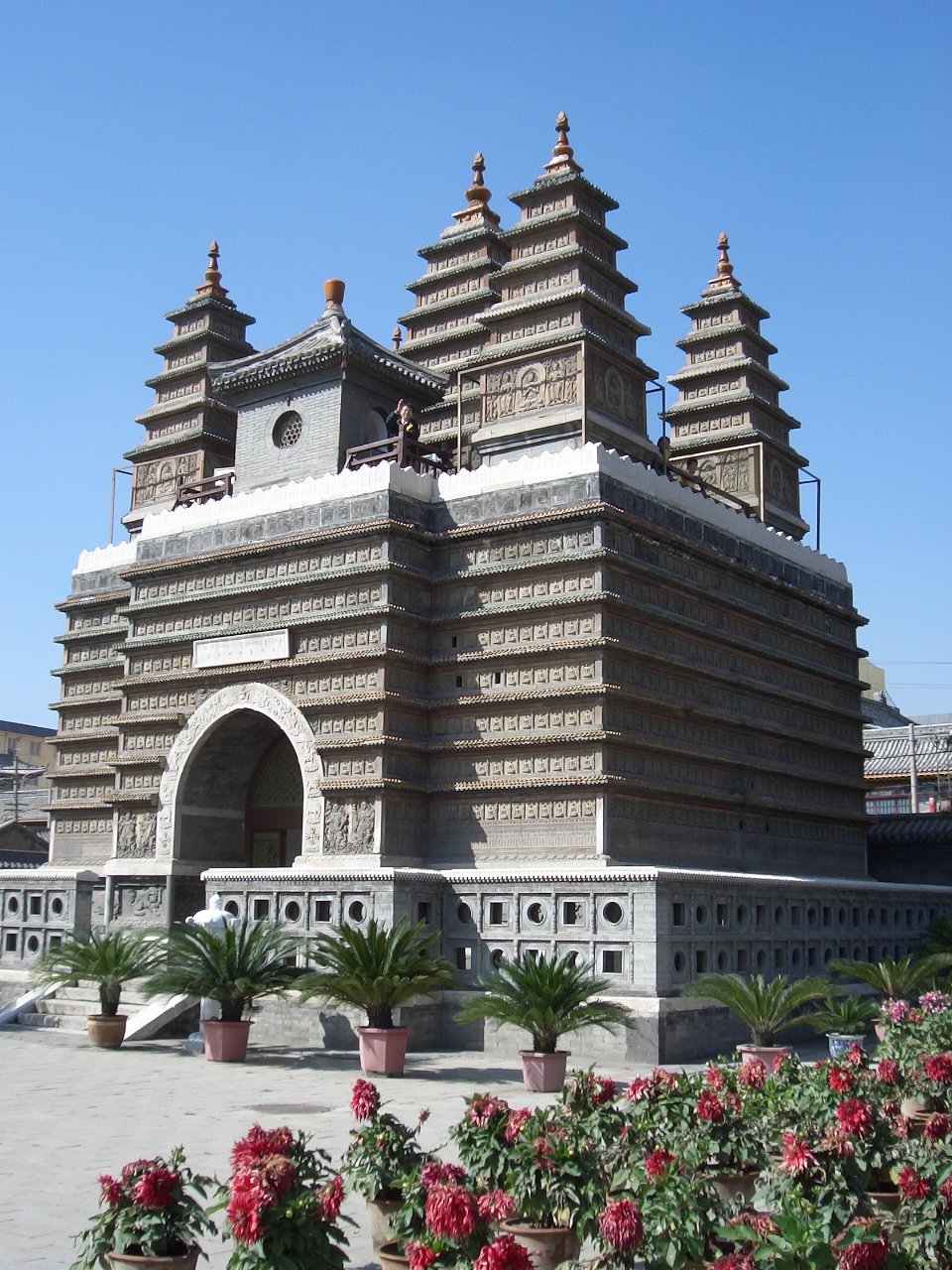
Tempel der Fünf Pagoden in Hohhot

Die Hauptstadt des Autonomen Gebietes ist Hohhot. Auf Bezirksebene war es im Jahr 2020 in neun bezirksfreie Städte und drei Bünde (Aimags) gegliedert. Auf Kreisebene gab es 103 Verwaltungseinheiten: 23 Stadtbezirke, 11 kreisfreie Städte, 17 Kreise, 49 Banner und 3 autonome Banner. Auf Gemeindeebene existierten 1024 Verwaltungseinheiten: 246 Straßenviertel, 508 Großgemeinden, 99 Gemeinden, 153 Sum, 17 Nationalitätengemeinden und eine Nationalitäten-Sum.
| Region                  | Chin.        | Hanyu Pinyin       | Mongol.                              | Transliteration                       | Verwaltungs- sitz | Fläche (km²) | Einwohner (2020) |
| ----------------------- | ------------ | ------------------ | ------------------------------------ | ------------------------------------- | ----------------- | ------------ | ---------------- |
| Innere Mongolei         | 內蒙古自治区 | Nèi Měnggǔ Zìzhìqū | ᠥᠪᠦᠷ ᠮᠣᠩᠭᠣᠯ ᠤᠨ ᠥᠪᠡᠷᠲᠡᠭᠡᠨ ᠵᠠᠰᠠᠬᠤ ᠣᠷᠤᠨ | Öbur Mônggôl-ûn obertegen jasahû ôrûn | Hohhot            | 1.154.552,33 | 24.049.155       |
| — Bezirksfreie Städte — |              |                    |                                      |                                       |                   |              |                  |
| Hohhot                  | 呼和浩特市   | Hūhéhàotè Shì      | ᠬᠥᠬᠡᠬᠣᠲᠠ ᠬᠣᠲᠠ                        | Köke qota                             | Xincheng          | 17.186,12    | 3.446.100        |
| Baotou                  | 包头市       | Bāotóu Shì         | ᠪᠤᠭᠤᠲᠤ ᠬᠣᠲᠠ                          | Buɣutu qota                           | Jiuyuan           | 27.571,17    | 2.709.378        |
| Wuhai                   | 乌海市       | Wūhǎi Shì          | ᠦᠬᠠᠢ ᠬᠣᠲᠠ                            | Üqai qota                             | Haibowan          | 1.668,64     | 556.621          |
| Chifeng                 | 赤峰市       | Chìfēng Shì        | ᠤᠯᠠᠭᠠᠨᠬᠠᠳᠠ ᠬᠣᠲᠠ                      | Ulaɣanqada qota                       | Songshan          | 86.915,58    | 4.035.967        |
| Tongliao                | 通辽市       | Tōngliáo Shì       | ᠲᠦᠩᠯᠢᠶᠣᠤ ᠬᠣᠲᠠ                        | Tüngliyou qota                        | Horqin            | 58.861,55    | 2.873.168        |
| Ordos                   | 鄂尔多斯市   | È'ěrduōsī Shì      | ᠣᠷᠳᠤᠰ ᠬᠣᠲᠠ                           | Ordos qota                            | Kangbashi         | 86.881,61    | 2.153.638        |
| Hulun Buir              | 呼伦贝尔市   | Hūlúnbèi'ěr Shì    | ᠬᠥᠯᠥᠨ ᠪᠤᠶᠢᠷ ᠬᠣᠲᠠ                     | Kölön buyir qota                      | Hailar            | 252.777,38   | 2.242.875        |
| Bayan Nur               | 巴彦淖尔市   | Bāyànnào'ěr Shì    | ᠪᠠᠶᠠᠨᠨᠠᠭᠤᠷ ᠬᠣᠲᠠ                      | Bayannaɣur qota                       | Linhe             | 65.139,66    | 1.538.715        |
| Ulanqab                 | 乌兰察布市   | Wūlánchábù Shì     | ᠤᠯᠠᠭᠠᠨᠴᠠᠪ ᠬᠣᠲᠠ                       | Wūlánchábù Shì                        | Jining            | 54.455,89    | 1.706.328        |
| — Aimags —              |              |                    |                                      |                                       |                   |              |                  |
| Hinggan                 | 兴安盟       | Xīng'ān Méng       | ᠬᠢᠩᠭᠠᠨ ᠠᠶᠢᠮᠠᠭ                        | Qingɣan ayimaɣ                        | Ulanhot           | 55.130,73    | 1.416.929        |
| Xilin-Gol               | 锡林郭勒盟   | Xīlínguōlè Méng    | ᠰᠢᠯᠢ ᠶᠢᠨ ᠭᠣᠣᠯ ᠠᠶᠢᠮᠠᠭ                 | Sili-yin ɣool ayimaɣ                  | Xilin Hot         | 199.883,52   | 1.107.075        |
| Alxa                    | 阿拉善盟     | Ālāshàn Méng       | ᠠᠯᠠᠱᠠ ᠠᠶᠢᠮᠠᠭ                         | Alaša ayimaɣ                          | Alashan Zuo Qi    | 248.080,49   | 262.361          |

### Größte Städte
Die zehn größten Städte der Provinz mit Einwohnerzahlen der eigentlichen städtischen Siedlung auf dem Stand der Volkszählung 2020 sind die folgenden:
| Rang | Stadt      | Einwohnerzahl |
| ---- | ---------- | ------------- |
| 1    | Hohhot     | 2.373.399     |
| 2    | Baotou     | 2.104.114     |
| 3    | Chifeng    | 1.093.068     |
| 4    | Ordos      | 671.048       |
| 5    | Tongliao   | 647.938       |
| 6    | Wuhai      | 530.877       |
| 7    | Bayan Nur  | 413.117       |
| 8    | Ulanqab    | 394.269       |
| 9    | Hulun Buir | 354.442       |
| 10   | Xilin Hot  | 327.112       |

## Bevölkerung
Nach der Volkszählung 2020 belief sich die dauerhaft ansässige Bevölkerung auf 24.049.155 Einwohner. Verglichen zur vorangegangenen Volkszählung im Jahr 2010 nahm die Bevölkerung um 657.166 Personen ab (−2,66 %). Von der ständigen Bevölkerung der Region lebten 16.227.475 (67,48 %) in Städten und 7.821.680 (32,52 %) in ländlichen Gebieten. Im Vergleich zu 2010 stieg die städtische Bevölkerung um 2.507.301 Personen (+ 11,95 %), und die ländliche Bevölkerung verringerte sich um 3.164.437.

### Ethnische Gliederung
Ethnien in der Inneren Mongolei
(Volkszählung 2020)
| Ethnie   | 2000       | 2000    | 2010       | 2010    |
| Ethnie   | Zahl       | Anteil  | Zahl       | Anteil  |
| -------- | ---------- | ------- | ---------- | ------- |
| Han      | 18.465.586 | 79,17 % | 19.650.665 | 79,54 % |
| Mongolen | 3.995.349  | 17,13 % | 4.226.090  | 17,11 % |
| Mandschu | 499.911    | 2,14 %  | 452.765    | 1,83 %  |
| Hui      | 209.850    | 0,90 %  | 221.483    | 0,90 %  |
| Daur     | 77.188     | 0,33 %  | 76.255     | 0,31 %  |
| Ewenken  | 26.201     | 0,11 %  | 26.139     | 0,11 %  |
| Koreaner | 21.859     | 0,09 %  | 18.464     | 0,07 %  |
| Russen   | 5.020      | 0,02 %  | 4.673      | 0,02 %  |
| Oroqen   | 3.573      | 0,01 %  | 3.632      | 0,01 %  |
| Miao     | 2.062      | 0,01 %  | 3.349      | 0,01 %  |
| Tibeter  | 2.159      | 0,01 %  | 3.259      | 0,01 %  |
| Tujia    | 1.678      | 0,01 %  | 3.096      | 0,01 %  |
| Xibe     | 3.023      | 0,01 %  | 3.000      | 0,01 %  |
| Sonstige | 9.760      | 0,04 %  | 13.350     | 0,05 %  |

Anteile han-chinesischer und mongolischer Bevölkerung auf Kreisebene nach der Volkszählung 2020

Nach der Volkszählung 2020 lebten in der Inneren Mongolei 18.935.537 Han-Chinesen (78,74 %) und 4.247.815 Mongolen (17,66 %). Die Bevölkerung ethnischer Minderheiten lag bei 865.803 (3,60 %). Im Vergleich zur vorangegangenen Volkszählung im Jahr 2010 nahm die Han-Bevölkerung um 715.150 Personen ab (−3,64 %) und die mongolische Bevölkerung wuchs um 21.722 Personen (+0,51 %), sowie die Bevölkerung anderer ethnischer Minderheiten um 36.262 Personen (+4,37 %). Damit gehörten weniger als 20 % der Bevölkerung zur Titular-Ethnie des autonomen Gebiets. Nur in wenigen Bannern stellen die Mongolen die Mehrheit.
Die Migration von Han-Chinesen in die heutige Innere Mongolei begann im 19. Jahrhundert, so dass für das Jahr 1912 etwa 1,5 Millionen Chinesen in der Mongolei geschätzt wurden. Der Sturz der Qing-Dynastie und die Ausrufung der Republik China führten zu verstärkter Einwanderung von Han-Chinesen – für 1937 wurden 4 Millionen Han in der Inneren Mongolei geschätzt. Es wurde den Han nun auch gestattet, Land zu kaufen. Zur Gründung der Volksrepublik China lebten etwa 5 Millionen Han in der Inneren Mongolei. Die Ansiedelung von Chinesen wurde aus mehreren Gründen von der Zentralregierung vorangetrieben: Es gibt bedeutende Vorkommen an Bodenschätzen wie Kohle, Eisenerz, Aluminium oder Uran, die bereits vor der Ausrufung der Volksrepublik ausgebeutet wurden. Ab den 1950er Jahren förderte man die Entwicklung der Schwerindustrie vor allem in Baotou – die Großstädte der Inneren Mongolei haben aus diesem Grund nur sehr kleine Anteile an mongolischer Bevölkerung und sie unterscheiden sich nicht von anderen chinesischen Städten. Dazu kam der Bruch zwischen China und der Sowjetunion, wodurch die Innere Mongolei zum Grenzgebiet wurde, das es im Falle eines sowjetischen Angriffs, den man damals ernsthaft befürchtete, zu verteidigen galt. Das Klima der Inneren Mongolei ähnelt dem Klima von Peking und anderen nordchinesischen Städten, so dass chinesische Siedler bereitwillig in die Innere Mongolei zogen.
Zwischen den Mongolen, die in ihrer Geschichte immer Nomaden und Viehzüchter waren, und den Chinesen gibt es immer wieder Spannungen. Partei und Regierung betonen immer, dass die Spannungen keinesfalls ethnische, sondern wirtschaftliche Gründe haben. Die Spannungen haben häufig ihre Ursache in Konflikten um die Landnutzung – der boomende und von Chinesen dominierte Abbau von Kohle, Erzen, Kupfer und seltenen Erden zerstört große Weideflächen, von denen die mongolischen Viehzüchter wirtschaftlich abhängen. Proteste vonseiten der Mongolen kommen deshalb immer wieder vor, die Unruhen in der Inneren Mongolei 2011 haben zuletzt am meisten Aufsehen erregt. Im April 2012 wurden 22 in Naiman mongolische Protestierende verhaftet, die gegen die illegale Aneignung von Weideland durch einen chinesisch geführten Forstwirtschaftsbetrieb demonstrierten. Im Frühling 2016 verschmutzte ein metallurgischer Betrieb in Zalantun Weideland, was zum Tod zahlreicher Schafe führte. Als die Viehhirten protestierten, gab es zahlreiche Festnahmen. Im Juni 2016 wurde in Xilin Gol gegen den Straßenbau auf Weideland protestiert. Im Juli 2016 protestierte man gegen die Enteignung von landwirtschaftlichen Flächen, im August gegen Zwangsräumungen in Xin Bulag (Xianghuang-Banner). Im Dezember 2016 protestierten die Einwohner in Ulanhot gegen die Anordnung, dass in den Kindergärten nicht mehr Mongolisch, sondern nur noch Chinesisch gesprochen werden darf. Im Juni 2017 kam es zu Zusammenstößen, als Einwanderer aus der Provinz Shaanxi auf gemeinschaftlichem Weidegrund im Rechten Bairin-Banner eine Rinderfarm errichten wollten. Die Kommunistische Partei hat sich das Ziel gesetzt, die Mongolen zum Aufgeben ihrer nomadischen Lebensweise und zum Übergang zu moderner Landwirtschaft zu bewegen. Mit der Begründung der Vermeidung von Überweidung und Bodenerosion wurden Hunderttausende Hirten zwangsumgesiedelt, vorwiegend in städtische Gebiete, wo sie als Hilfsarbeiter in chinesisch dominierten Unternehmen ein wenig zufriedenstellendes Leben führen und ihre Identität zunehmend verlieren.
Die gesetzlich in den Autonomen Regionen vorgeschriebene Zweisprachigkeit wird im öffentlichen und geschäftlichen Leben faktisch nicht eingehalten. Mongolen und Mitglieder anderer Minderheiten, die die chinesische Sprache nicht ausreichend beherrschen, sind dadurch gravierend benachteiligt.
Es gibt bereits seit den 1950er Jahren separatistische mongolische Organisationen wie die Südmongolische Demokratische Allianz oder die Volkspartei der Inneren Mongolei, die jedoch nie eine Wirkung entfalten konnten wie die Separatisten in Xinjiang oder Tibet. Die Führungspersönlichkeiten dieser Organisationen wie Hada oder Govruud Huuchinhuu wurden wiederholt verhaftet und zu langjährigen Haftstrafen verurteilt. Aber auch mongolische Organisationen, die sich nicht politisch, sondern nur kulturell engagieren, stehen unter strenger Beobachtung von Behörden und Partei. Dazu kommt, dass das ethnische Bewusstsein der Mongolen sowohl in der Mongolei als auch in der Inneren Mongolei schwach ausgeprägt ist und dass die Innere Mongolei wirtschaftlich stärker ist als die Republik Mongolei, wenngleich die Han-Chinesen von der wirtschaftlichen Entwicklung stärker profitieren. Die Demonstrationen, die in den 1990ern wiederholt das Recht einforderten, der Mongolei beitreten zu dürfen, wurden von der Mongolei nicht gefördert.

### Bevölkerungsentwicklung
Bevölkerungsentwicklung der Provinz seit dem Jahre 1954.
| Jahr        | Einwohnerzahl |
| ----------- | ------------- |
| Zensus 1954 | 06.100.104    |
| Zensus 1964 | 12.348.638    |
| Zensus 1982 | 19.274.279    |
| Zensus 1990 | 21.456.518    |
| Zensus 2000 | 23.323.347    |
| Zensus 2010 | 24.706.291    |
| Zensus 2020 | 24.049.155    |

Quelle: www.citypopulation.de

## Wirtschaft
Rohstoffvorkommen, u. a. Kohle, Erdgas und seltene Erden, machen aus der Provinz eine der reichsten Chinas. Die Wachstumsraten der Inneren Mongolei lagen in den letzten Jahren konstant im zweistelligen Bereich und gehörten zu den höchsten des Landes.
Im Jahr 2022 erwirtschaftete die Provinz ein BIP in Höhe von 2,31 Billionen Yuan und belegte damit Rang 21 unter den Verwaltungseinheiten auf Provinzebene in China. Das BIP pro Kopf betrug 68.775 Yuan (Rang 5 unter den chinesischen Provinzen und autonomen Regionen).

## Bildungspolitik

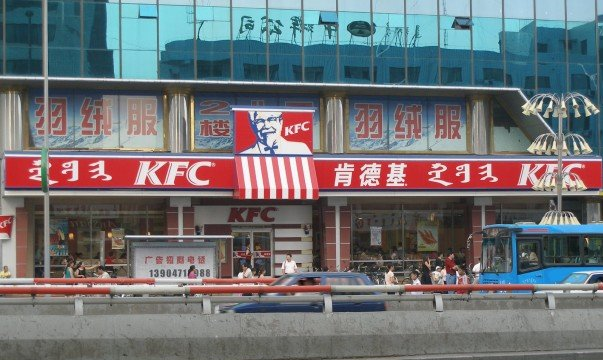
Mongolische Beschilderung bei KFC in der Regionalhauptstadt Hohhot, 2007

Im Sommer 2020 hat Chinas Staatsführung angeordnet, dass an den mongolischsprachigen Schulen in der Inneren Mongolei Politik, Literatur, und Geschichte künftig nicht mehr auf Mongolisch unterrichtet werden dürfen, sondern nur auf Chinesisch. Tausende Menschen hatten daraufhin gegen die neuen Vorgaben demonstriert.

## Rezeption
- Jiang Rong: Der Zorn der Wölfe. Roman, dt. 2010.[27] Verfilmt von Jean-Jaques Annaud.[28][29][30]